# Viêm phế quản cấp tính
Viêm phế quản cấp tính là viêm phế quản ngắn hạn - viêm hệ thống phế quản (đường thở lớn và trung bình) của phổi. Triệu chứng phổ biến nhất là ho. Các triệu chứng khác bao gồm ho ra chất nhầy, thở khò khè, khó thở, sốt và khó chịu ở ngực. Nhiễm trùng có thể kéo dài từ vài đến 10 ngày. Ho có thể kéo dài trong vài tuần sau đó với tổng thời gian của các triệu chứng thường là khoảng 3 tuần. Một số có triệu chứng đến 6 tuần.
Trong hơn 90% trường hợp, nguyên nhân là do nhiễm virus. Những virus này có thể lây lan qua không khí khi người bệnh ho hoặc tiếp xúc trực tiếp. Các yếu tố rủi ro bao gồm tiếp xúc với khói thuốc lá, bụi và ô nhiễm không khí khác. Một số ít trường hợp là do mức độ ô nhiễm không khí hoặc vi khuẩn cao như Mycoplasma pneumoniae hoặc Bordetella pertussis. Chẩn đoán thường dựa trên các dấu hiệu và triệu chứng của người bệnh. Màu của đờm không cho biết nhiễm trùng là do virus hay vi khuẩn. Xác định các sinh vật gây bệnh cụ thể là gì thường không cần thiết. Các nguyên nhân khác của các triệu chứng tương tự bao gồm hen suyễn, viêm phổi, viêm tiểu phế quản, giãn phế quản và bệnh phổi tắc nghẽn mạn tính. X-quang ngực có thể là hữu ích để phát hiện viêm phổi.
Phòng ngừa bệnh này thông qua  không hút thuốc và tránh các chất kích thích phổi khác. Rửa tay thường xuyên và tiêm phòng cúm cũng có thể giúp tăng bảo vệ. Điều trị viêm phế quản cấp tính thường bao gồm nghỉ ngơi, paracetamol (acetaminophen) và NSAID để giúp hạ sốt. Thuốc ho ít hỗ trợ chữa bệnh và không được khuyến cáo ở trẻ dưới 6 tuổi. Salbutamol không hiệu quả ở trẻ em bị ho cấp tính không bị hạn chế đường thở. Có bằng chứng yếu cho thấy salbutamol có thể hữu ích ở người lớn bị khò khè do đường thở bị hạn chế; tuy nhiên, nó có thể dẫn đến căng thẳng, run rẩy. Kháng sinh nói chung không nên được sử dụng. Một ngoại lệ là khi viêm phế quản cấp tính là do ho gà. Bằng chứng dự kiến cho thấy việc dùng mật ong và pelargonium sẽ hỗ trợ các triệu chứng.
Viêm phế quản cấp tính là một trong những bệnh phổ biến nhất. Khoảng 5% người lớn bị ảnh hưởng và khoảng 6% trẻ em có ít nhất bị viêm phế quản cấp tính trong vòng một năm. Nó xảy ra thường xuyên hơn vào mùa đông. Hơn 10 triệu người ở Hoa Kỳ đến bác sĩ mỗi năm vì tình trạng này với khoảng 70% được dùng kháng sinh, hầu hết là không cần thiết. Có những nỗ lực để giảm việc sử dụng kháng sinh trong viêm phế quản cấp tính.